# Musicola
Genre
Musicola est un genre de bacilles Gram négatifs de la famille des Pectobacteriaceae. Son nom, formé sur Musa (genre botanique du bananier) et sur le suffixe latin -cola (habitant), peut se traduire par « habitant du bananier ». Il fait référence aux bananiers dans lesquels ce genre bactérien a été isolé pour la première fois.

## Taxonomie
Ce genre est créé en 2021 par reclassement de l'espèce Dickeya paradisiaca déjà comptée dans la famille des Pectobacteriaceae.

## Liste d'espèces
Selon la LPSN (27 octobre 2022):
- Musicola keenii Hugouvieux-Cotte-Pattat et al. 2021
- Musicola paradisiaca (Fernandez-Borrero & Lopez-Duque 1970) Hugouvieux-Cotte-Pattat et al. 2021